# B.Y.O.B. (singel)
B.Y.O.B. är en singel från 2005 av den amerikanska metalgruppen System of a Down. Låten gav bandet deras första Grammy, då i kategorin Best Hard Rock Performance år 2006. Bandet har varit nominerade två gånger tidigare, då med låtarna "Chop Suey!" (2002) och "Aerials" (2003). "B.Y.O.B." är en akronym som här står för Bring Your Own Bombs, vilket i sig är en travesti på akronymen BYOB. Låten är en protestlåt mot Irakkriget, vilket bandets tidigare låt "Boom!" också är.
Låten finns med i spelet Rock Band och även i spelet Guitar Hero World Tour. "B.Y.O.B." kom på plats 76 i Total Guitars List of 100 Greatest Riffs och den hamnade även på plats 134 på Y2KROQ Top 200 Songs of the Century.
Den 7 maj 2005 uppträdde bandet live i programmet Saturday Night Live. De framförde då denna låt, vilken innehåller en del svordomar däribland raden "Where the fuck are you?". Svordomarna censurerades av programmets producenter, men mot slutet av låten skrek Daron ut "Fuck yeah!", vilket inte censurerades. Detta väckte en viss uppståndelse i USA och svordomen har censurerats i senare sändningar av programmet.

## Rättegång om upphovsrätten till låten[10][11]
Den äldsta kända versionen av "B.Y.O.B." finns med på Ghetto Blaster Rehearsals, vilket är ett demoband som spelades in av gruppen Scars on Broadway i december 2002. Med i denna grupp fanns vid tillfället tre personer: Daron Malakian, Casey Chaos (eller Casey Chmielinski, som han egentligen heter) och Zach Hill. Efter det att bandet löstes upp någon gång under 2003 så tog Daron med sig låten till System of a Down, som ändrade om låttexten och släppte låten i maj 2005. Runt den 16 maj samma år bestämde Serj Tankian och Daron sig för vem som skulle få royalties för skrivandet av låten. Det bestämdes då att Daron skulle berättigas 80 procent och Serj 20 procent för låtskrivandet. Av de 80 procent som Daron fick så gav han bort 2 procent, som en gåva, till sin gamla vän Casey Chaos. Detta gjordes då Daron tyckte sig höra Casey yttra orden "communist nation" under inspelningen av Ghetto Blaster Rehearsals och i den slutgiltiga versionen av "B.Y.O.B." använder sig Daron av orden "fascist nation", vilket Daron tyckte var snarlikt det som Casey hade yttrat. Casey själv berättade att han inte alls hade yttrat "communist nation" utan istället "computer nation". De 2 procent som Casey fick sig berättigad grundades på detta, under de omständigheter att han inte tog åt sig äran för att ha skrivit låten eller att han försökte hävda upphovsrätt för den. På grund av ett administrationsfel så lades det in att Casey hade varit med och skrivit låten och var berättigad 2 procent av de royalties som genererades för detta i musikdistributionsföretaget Sony/ATV:s databas. Denna lista, som låg i Sony/ATV:s databas, skickades sedan in i september 2005 för att bli upphovsrättsskyddad. Efter att Daron hade läst i en tidskrift att Casey stod som upphovsman till låten så kontaktade bandets ledning, den 16 februari 2006, Sony/ATV och sa åt dem att ta bort Casey som låtskrivare från deras databas. Detta missförstods och istället för att Casey togs bort så fick han stå kvar som en "tyst låtskrivare", vilket innebär att han är en upphovsman, men att dessa uppgifter inte ska redovisas offentligt. Det skulle dröja till den 30 oktober 2008 innan misstaget upptäcktes av Sony/ATV och Casey togs då bort helt som låtskrivare. Daron har sedan dess dragit tillbaka sin gåva, på 2 procent av de genererade royalties, till Casey.
Det var i september 2006 som Casey hävdade att han var en av upphovsmännen till "B.Y.O.B." och att han genom Maxwood Music Ltd. krävde 50 procent royalties (istället för de 2 procent han hade fått i gåva av Daron). Maxwood Music Ltd. hade den 2 juni samma år köpt upp Caseys upphovsrättigheter till låten "B.Y.O.B." (för $50 000 och eventuella royalties) och det var nu upp till en domstol att avgöra om Casey verkligen hade någon upphovsrätt till låten. Upphovsrättsansökan lämnades in till domstol av Maxwood Music Ltd. den 21 februari 2008 och den huvudsakliga rättegången varade mellan 30 november-8 december 2009. Under rättegången sade sig Casey att han hade skrivit ner låttexten till "B.Y.O.B." runt december 2003 och för att bevisa detta hade han med sig ett papper med den riktiga låttexten på. Under rättegången visade sig detta papper vara falskt. Låttexten till "B.Y.O.B." var från början "Why don't presidents fight the war? Wasn't it the way it was before?" när Scars on Broadway spelade in den i december 2002, men den senare raden byttes ut till "Why do they always send the poor?" när System of a Down spelade in låten under 2004. Serj själv sade att han kom fram till delar av låttexten med hjälp av dikter han hade skrivit ner någon gång mellan den 2 februari 2002 och den 22 december 2003. Delen "They broke into Fort Knox, stole the timeless shiny dream of a nation" ur hans dikt The War That No One Won ändrades om till "Breaking into Fort Knox stealing our intention" i låten. Ur en annan dikt gjordes följande rader om: "Barbarisms by the Barbaras, Victorious Victorias, kneeling Neils [...] Roses disappearing into Moses' mouth" till "Barbarisms by Barbaras, with pointed heels. Victorious Victorias kneel, for brand new spanking deals [...] Kneeling roses disappearing into Moses' dry mouth". Slutpläderingen ägde rum den 4 februari 2010 och den 17 maj samma år kom domslutet, nämligen att Casey Chaos förlorade rättegången och kvar som låtskrivare står Daron Malakian och Serj Tankian.

## Låtlista
Alla låtar är skrivna och komponerade av System of a Down, om inte annat anges. 
| Nr | Titel                 | Längd |
| -- | --------------------- | ----- |
| 1. | B.Y.O.B. (Censurerad) | 4:19  |
| 2. | B.Y.O.B.              | 4:17  |

| 1. | B.Y.O.B.                   | 4:18 |
| 2. | Forest (Live-version)      | 5:12 |
| 3. | Prison Song (Live-version) | 3:32 |
| 4. | Sugar (Live-version)       | 4:01 |

| 1. | B.Y.O.B. | 4:17 |

| 1. | B.Y.O.B. (Censurerad) | 4:17 |
| 2. | B.Y.O.B.              | 4:17 |

| 1. | B.Y.O.B. | 4:17 |
| 2. | Cigaro   | 2:12 |